# 貝塞爾 (密蘇里州)
貝塞爾（英語：Bethel）是位於美國密蘇里州謝爾比縣的村。

## 人口
根據2020年美國人口普查的數據，貝塞爾的面積為0.36平方千米，皆為陸地。當地共有人口135人，而人口密度為每平方千米375人。